# Натан Бейкер
Натан Люк Бейкер (англ. Nathan Luke Baker, 23 квітня 1991, Вустер) — англійський футболіст, захисник клубу «Бристоль Сіті».